# Liste der Gedenktafeln in Berlin-Reinickendorf
Die Liste der Gedenktafeln in Berlin-Reinickendorf enthält die Namen, Standorte und, soweit bekannt, das Datum der Enthüllung von Gedenktafeln.
Die Liste ist nicht vollständig.

## Reinickendorf
| Bild | Name                                   | Standort             | Datum der Enthüllung |
| ---- | -------------------------------------- | -------------------- | -------------------- |
|      | Argus Motoren Gesellschaft             | Flottenstraße 28     |                      |
|      | Horst Frank                            | Klemkestraße         |                      |
|      | Horst Frank                            | Klemkestraße         |                      |
|      | Horst Frank                            | Klemkestraße         |                      |
|      | Horst Frank                            | Klemkestraße         |                      |
|      | Fußballroute Berlin, Füchse Berlin     | Freiheitsweg 20      |                      |
|      | Fußballroute Berlin, Füchse-Sportplatz | Freiheitsweg 20      |                      |
|      | Fußballroute Berlin, Wacker 04 Berlin  | Wackerweg 26         |                      |
|      | Fußballroute Berlin, Wackerplatz       | Wackerweg 26         |                      |
|      | Paul Grunwaldt                         | Raschdorffstraße 82  |                      |
|      | Max Hodann                             | Alt-Reinickendorf 45 |                      |
|      | Adolph Kolping                         | Kolpingplatz         |                      |
|      | Karl May                               | Thurgauer Straße 66  |                      |
|      | Operationsbunker Teichstraße           | Teichstraße 65       | 14. März 2022        |
|      | Käthe Paulus                           | Gotthardstraße 105   |                      |
|      | Russische Kirche                       | Wittestraße 37       |                      |
|      | Russische Kirche                       | Wittestraße 37       |                      |
|      | Russische Kirche                       | Wittestraße 37       |                      |
|      | Russische Kirche                       | Wittestraße 37       |                      |
|      | Hermann Schulz                         | Kienhorststraße 67   |                      |
|      | Widerstandskämpfer                     | Saalmannstraße 9     |                      |